# In Another Land
«In Another Land» —en español: «En otra tierra»— es una canción del grupo de rock británico The Rolling Stones que aparece en el álbum Their Satanic Majesties Request de 1967. Fue lanzada como el primer sencillo del disco. 

## Historia
Escrita por Bill Wyman, «In Another Land» es la única canción con Wyman en la voz líder, y es una de las tres canciones escritas por Wyman para los Stones (las otras son «Downtown Suzie» y la aún inédita sin publicar «Goodbye Girl»). Es un tema psicodélico donde Wyman distorsiona su voz.
La canción fue grabada en julio de 1967, en una noche en la que Wyman se había presentado al estudio y descubrió que la sesión había sido cancelada. Sintiéndose frustrado de haber perdido tiempo en conducir al estudio, el ingeniero Glyn Johns le preguntó si tenía algo que le gustaría grabar. Johns le mostró la canción a Mick Jagger, Keith Richards y Brian Jones, a todos les gustó y decidieron incluirla en el disco.
Esta pista contó con la participación de Bill Wyman en la voz y el bajo, Steve Marriott en guitarra acústica y voces, Ronnie Lane de Small Faces en las armonías vocales, Nicky Hopkins en la clave y el piano, Charlie Watts en la batería, Brian Jones en el melotrón, y Mick Jagger con Keith Richards que agregaron sus voces después de la grabación.
Al final de la pista, en la versión del álbum, se puede escuchar a Wyman roncando. Él no sabía que esto había sido agregado a su canción hasta que escuchó el álbum terminado. Más tarde se enteró de que una noche, cuando se había quedado dormido en el estudio, Jagger y Richards lo grabaron, y agregaron esto en la pista como una broma. 
La canción se lanzó en Estados Unidos como sencillo de Bill Wyman en diciembre de 1967, alcanzando el puesto # 87 en las listas americanas. Estuvo acompañada por «The Lantern», como lado B.

## Personal
Acreditados:
- Bill Wyman: voz, bajo, piano
- Mick Jagger: coros
- Keith Richards: guitarra, coros
- Charlie Watts: batería
- Brian Jones: melotrón
- Nicky Hopkins: clave
- Ronnie Lane: coros
- Steve Marriott: guitarra acústica, coros